# Jan Kobuszewski (lekkoatleta)
Jan Kobuszewski (ur. 6 maja 1947 w Inowrocławiu) – polski lekkoatleta, skoczek w dal.

## Osiągnięcia
Zawodnik Spójni Gdańsk. Złoty medalista Europejskich Igrzysk Juniorów w Warszawie w 1964 (7,48 m). Ósmy zawodnik mistrzostw Europy w Helsinkach (1971) z wynikiem 7,75 m. 7 zawodnik mistrzostw Europy w hali Sofia (71) z wynikiem (7,66)W tym samym roku ustanowił rekord życiowy – 8,12 m i został sklasyfikowany na 10. miejscu w rankingu magazynu Track and Field News. Sześciokrotnie startował w meczach reprezentacji Polski (2 zwycięstwa) w latach 1964–1972. Uczestnik Igrzysk Olimpijskich w 1972 roku w Monachium. Po zakończeniu kariery zawodniczej, aż do przejścia na emeryturę, był nauczycielem wychowania fizycznego w V Liceum Ogólnokształcącym im. Stefana Żeromskiego w Gdańsku.

## Rekordy życiowe
- skok w dal – 8,12 m (20 czerwca 1971, Warszawa) – 10. wynik w historii polskiej lekkoatletyki[2]